# ¿Por qué no te callas?

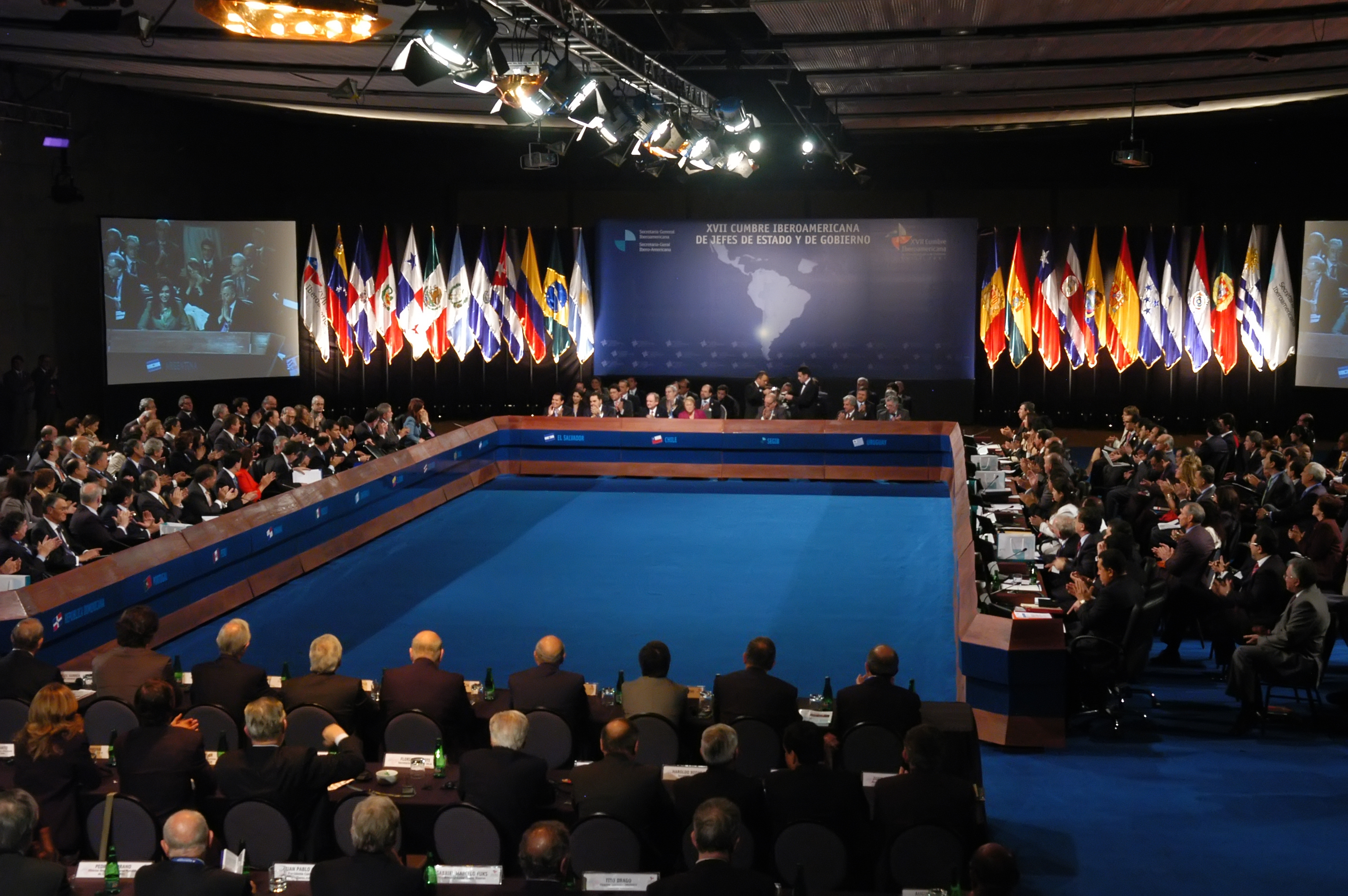
Ibero-Amerikaanse top in 2007: Juan Carlos, Zapatero en Chávez zitten aan de rechterzijde van de zaal.

¿Por qué no te callas? (Nederlands: "Waarom hou je niet (gewoon) je kop?") is een zin die de Spaanse koning Juan Carlos I de president van Venezuela, Hugo Chávez, toebeet. Juan Carlos deed deze uitspraak tijdens de Ibero-Amerikaanse top in 2007, in Santiago, in Chili. Aanleiding was dat Chávez de toespraak van José Luis Rodríguez Zapatero onderbrak om oud-premier van Spanje José María Aznar zwart te maken.
De uitspraak ontketende een ware golf van publieke aandacht, en al snel volgden ringtones met de uitspraak, een wedstrijd, T-shirts en meer.

## Incident
Tijdens de top, op 10 november 2007, onderbrak Chávez meermalen de aan het woord zijnde Spaanse minister-president, José Luis Rodríguez Zapatero, om diens voorganger, José María Aznar, "een fascist" en "minder menselijk dan een slang" te noemen, en om Aznar te beschuldigen van het aanmoedigen van de mislukte coup van 2002 in Venezuela, met als doel Chávez af te zetten.
Zapatero irriteerde al eerder tijdens de top Hugo Chávez met de vraag of Latijns-Amerika niet meer pogingen zou moeten doen om buitenlands kapitaal aan te trekken, zodat het continent de strijd aan kon gaan met de heersende armoede in haar contreien, Chávez' linkse politiek schuwde volgens Zapatero buitenlandse investeerders te veel, en dat zou Venezuela niet ten goede komen, naar zijn mening.
Chavez' verbale aanvallen op Aznar tijdens Zapatero's toespraak gingen volgens Zapatero zelf uiteindelijk zo ver dat hij, normaal gesproken zeer gekant tegen de standpunten van zijn voorganger, Aznar ging verdedigen tegen zijn plaaggeest Chávez. Zapatero zei onder meer dat Aznar democratisch was verkozen door de Spanjaarden en daardoor "representatief was voor de wensen van het Spaanse volk."

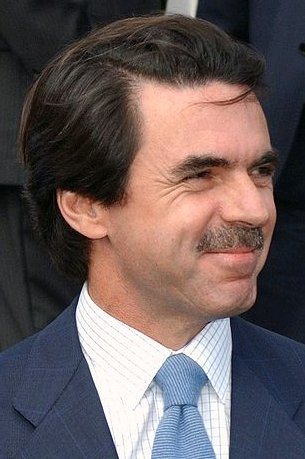
José María Aznar

 Ondanks dat de organisatoren uiteindelijk Hugo Chávez' microfoon uitschakelden, bleef hij Zapatero onderbreken om zijn gal te spuwen over Aznar, terwijl Zapatero doorging met het verdedigen van de voormalige Spaanse premier. Koning Juan Carlos I leunde naar Chávez toe in zijn zetel, en zei "¿Por qué no te callas?" Hij gebruikte het informelere en meer tutoyerende "te", in plaats van het meer formeler "se". De uitspraak van de koning kreeg een hartelijk applaus van de omstanders.
Vlak na het incident verliet Juan Carlos de zaal, nadat de president van Nicaragua, Daniel Ortega, Spanje beschuldigde van interventie in hun binnenlandse politiek in de vorm van bemoeienissen met de verkiezingen in Nicaragua. Verder klaagde Ortega over de aanwezigheid van Spaanse energiemaatschappijen in zijn land. Deze twee incidenten zijn, zeker bij elkaar opgeteld, ongekend voor de monarch van Spanje, omdat hij nooit eerder zo kwaad werd in het openbaar.

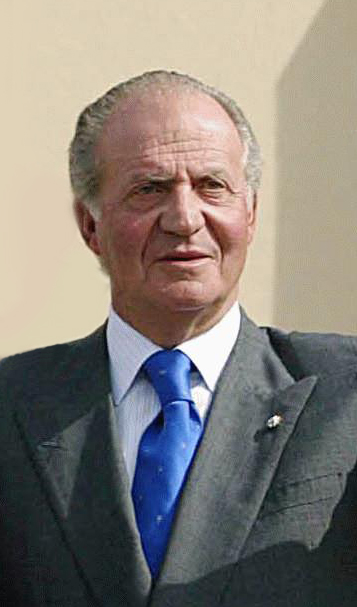
Juan Carlos I van Spanje

Volgens Time was de aanleiding voor de aanval van Chávez op Aznar, en indirect ook op Zapatero, dat Chávez het niet kon uitstaan dat Zapatero —die socialist is, net als Chávez- toch voorstelde dat alleen het "buitenlands kapitaal" (lees: het kapitalisme) Latijns-Amerika kan redden. Omdat Chávez zeer gekant is tegen het kapitalisme, moesten Aznar en Zapatero het ontgelden, en begon hij zijn tirade tegen "Aznar en andere vrije-markt 'fascisten'" Dit resulteerde in de uitspraak van Zapatero dat "Aznar democratisch was verkozen door de Spanjaarden", met als gevolg dat Chávez nog bozer begon te verkondigen dat Aznar een "fascist" was.
Voor Juan Carlos zelf was het incident een grote schadeplek aan het koningshuis.
The New York Times analyseerde het incident en concludeerde dat het een graadmeter was voor de oneindig gecompliceerde verhoudingen tussen Spanje en zijn voormalige koloniën.